# Hummondasys
Hummondasys is een geslacht van buikharigen uit de familie van de Hummondasyidae. De wetenschappelijke naam van het geslacht soort werd voor het eerst geldig gepubliceerd in 2014 door Todaro, Leasi en Hochberg.

## Soorten
- Hummondasys jamaicensis Todaro, Leasi & Hochberg, 2014